# Styriofelis
Lo stiriofelide (gen. Styriofelis) è un mammifero carnivoro estinto, appartenente ai felidi. Visse tra il Miocene inferiore e il Miocene superiore (circa 16 - 8 milioni di anni fa) e i suoi resti fossili sono stati ritrovati in Europa. È stato a lungo confuso con un altro felide primitivo, Pseudaelurus.

## Descrizione
Questo animale doveva avere un aspetto molto simile a quello dell'attuale ocelot (Leopardus pardalis), e anche le dimensioni dovevano essere paragonabili: la lunghezza era di circa un metro, mentre l'altezza al garrese arrivava a circa 45 centimetri, anche se alcuni esemplari potevano arrivare alla taglia di una lince. Il cranio era ancora piuttosto lungo se comparato con quello delle forme attuali, ed erano ancora presenti i denti molari e premolari che in seguito scompariranno nel corso dell'evoluzione dei felini. In generale, la morfologia dello scheletro di Styriofelis era molto simile a quella degli odierni felini, con una lunga regione lombare e una coda altrettanto sviluppata, e zampe ben adatte a una locomozione digitigrada. I metapodi (la parte terminale delle zampe) di Styriofelis, però, erano più corti e robusti, così come le ossa lunghe delle zampe.

## Classificazione
Styriofelis comprende alcune specie di felidi tipiche del Miocene medio europeo. La maggior parte degli studiosi dell'Ottocento tendeva a classificare tutte le specie di felidi primitivi del Miocene all'interno del genere attuale Felis, mentre nel corso del Novecento la tendenza fu quella di includere queste specie nel genere Pseudaelurus. La storia tassonomica di Styriofelis, quindi, è piuttosto confusa: il genere venne istituito nel 1929 da Miklós Kretzoi per accogliere la specie Felis turnauensis, sulla base di alcune caratteristiche della mandibola; altri autori (Thenius 1949; Crusafont-Pairó & Ginsburg 1973) invece conclusero che questi caratteri erano identici a quelli del genere Pseudaelurus, e quindi le specie ascritte nel frattempo a Styriofelis vennero "riversate" nel genere Pseudaelurus. La confusione aumentò nel 1950, quando Dehm descrisse numerosi resti fossili provenienti da un giacimento tedesco sotto il nome di Pseudaelurus transitorius, una forma al cui interno vi era una grande varietà intraspecifica; in realtà questa specie era probabilmente costituita da due diverse forme di felidi, una primitiva imparentata con il genere Proailurus e una più evoluta simile ai felidi attuali, strettamente connessa a P. turnauensis (la maggior parte degli studiosi, attualmente, considera P. transitorius un sinonimo di P. turnauensis).
Solo nel corso degli anni 2000 alcune revisioni (Ginsburg, 2002; Werdelin et al., 2010) "resuscitarono" Styriofelis dapprima come sottogenere e poi come genere a sé stante, sottolineando le differenze nella dentatura tra i due generi: attualmente Pseudaelurus è considerato il capostipite della linea evolutiva che condurrà in seguito alle tigri dai denti a sciabola dai canini compressi e allungati, mentre Styriofelis è ritenuto uno dei primi rappresentanti dei felini propriamente detti. Al genere Styriofelis sono state attribuite alcune specie, le più note delle quali sono la specie tipo S. turnauensis, più piccola e basale (della taglia di un gatto selvatico), e la grossa S. lorteti. Quest'ultima è ben conosciuta da numerosi resti fossili provenienti dal giacimento francese di Sansan, tra i quali uno scheletro quasi completo ritrovato nel 1990; ricerche più recenti confermerebbero tuttavia l'attribuzione di questa specie al genere Miopanthera, forse un membro primitivo dei panterini (Geraads e Peigne, 2016). Nel 2012 è stata descritta un'altra specie, S. vallesiensis, di particolare interesse poiché dotata di caratteristiche intermedie tra S. turnauensis e i moderni "gatti" del genere Pristifelis; successivamente questa specie è stata attribuita al genere Leptofelis (Salesa et al., 2017).
S. turnauensis fu la prima ad apparire, alla fine del Miocene inferiore, mentre S. vallesiensis fu l'ultima ad estinguersi all'inizio del Miocene superiore, 8 milioni di anni fa; la più grande S. lorteti apparve all'inizio del Miocene medio e si estinse circa 11 milioni di anni fa. Questa specie, così come Pseudaelurus quadridentatus, soffrì forse la competizione con le prime forme specializzate di felini di grandi dimensioni, come Promegantereon e Paramachaerodus. Nel frattempo, verso la fine del Miocene, apparvero anche i felini di tipo decisamente moderno, come Pristifelis attica.

## Paleobiologia
Uno studio eseguito sullo scheletro quasi completo di S. lorteti (Salesa et al., 2011) ha messo in luce importanti aspetti della morfologia di questo animale. Styriofelis era già un felide pienamente digitigrado, con una muscolatura potente delle zampe e un'alta capacità di pronazione-supinazione, anche maggiore rispetto ai felini attuali. Tutte queste caratteristiche sono in relazione alle tecniche di caccia dei felidi attuali e anche alle loro abilità nell'arrampicata; la forte presenza di questi caratteri in S. lorteti indica che l'animale probabilmente era già ben adattato a entrambe le attività. Si suppone che la più piccola S. turnauensis fosse invece più adatta ad arrampicarsi.